# N247 (België)
De N247 is een gewestweg in Elsene, België tussen de R20a N4 en de N228 bij het Flageyplein. De weg heeft een lengte van ruim 1 kilometer.
De gehele weg draagt de straatnaam Elsenesteenweg. Sinds 2018 is het eerste deel van de N247 gerenoveerd vanaf de R20 tot aan het Fernand Cocqplein en is dit stuk overdag enkel toegankelijk voor bussen en voor leveringen aan winkels. Tot 2017 waren er geen toegangsrestricties op dit deel van de weg.